# ارگ اربیل
اَرگ اَربیل (به کردی سورانی: قەڵای هەولێر یا قەڵات، به معنی «کلات» و «قلعه») ارگی باستانی است در شهر اربیل در اقلیم خودگردان کردستان عراق.
ارگ اربیل در مرکز شهر اربیل قرار دارد و قدمت آن برای مورخان نامشخص می باشد اما گمان می رود به هزاره ششم قبل از میلاد می رسد. 
مساحت ارگ حدود ۱۰۲۰۰۰ متر مربع است. اربیل در فهرست قدیمی ترین شهرهایی هست که انسانها در آن به طور مداوم سکونت دارند. این ارگ از سه بخش به نام‌های تکیه، توپ‌خانه و سرای تشکیل شده‌است.
ارگ اربیل در ژوئن ۲۰۱۴ به عنوان میراث جهانی در یونسکو به ثبت رسید.

## نحوه به وجود آمدن تپه
این ارگ بیضی شکل روی تپه بزرگ قرار دارد.
در این سالها به صورت مداوم روی این تپه یکجانشینی صورت گرفته است.
اما حدود ۷۰۰۰ سال پیش در این مکان تپه ای وجود نداشت. یکجانشینی مداوم در این مکان و تخریب خانه های قدیمی و ساخت خانه های جدید روی خرابه های خانه های قدیمی و تکرار این کار طی چند هزار سال،این تپه را به وجود آورد.
ارتفاع این تپه بین ۲۵ تا ۳۲ متر است و خاک طبیعی در عمق ۳۶ متر زیر سطح فعلی تپه یافت شده است.
با توجه به نقشه شهر اربیل و ساختار شهر، شکل ارتباطی خیابانها به‌صورت دایره‌ای و لایه‌ای می‌باشد بدین صورت که ارگ تاریخی و دایره‌ای شکل اربیل در مرکزی ترین قسمت شهر و در هسته این دایره ها واقع شده است و در اولین لایه از خیابانهای لایه‌ای شکل خیابان قلعه واقع شده و در اطراف این خیابان بقیه خیابانها و بزرگراههای شهر به‌صورت لایه‌ای تشکیل شده‌اند.

## مرمت ارگ
در سال ۲۰۰۷ ، کمیسیون عالی احیای ارگ اربیل (HCECR) برای نظارت بر احیای ارگ تشکیل شد. در همان سال ، تمام ساکنان ، به جز یک خانواده(یک خانواده باعث میشود که همچنان ارگ مسکونی بماند) به عنوان بخشی از پروژه بزرگ مرمت ، از ارگ بیرون رانده شدند. از آن زمان ، کارهای تحقیقاتی و مرمت باستان شناسی توسط تیم های مختلف بین‌المللی و با همکاری متخصصان محلی در محل و اطراف آن انجام شده است. آنها قصد دارند که پس از نوسازی و مرمت نهایی ، اجازه بدهند که ۵۰ خانواده در ارگ زندگی کنند.

## نگارخانه

نمای هوایی ارگ
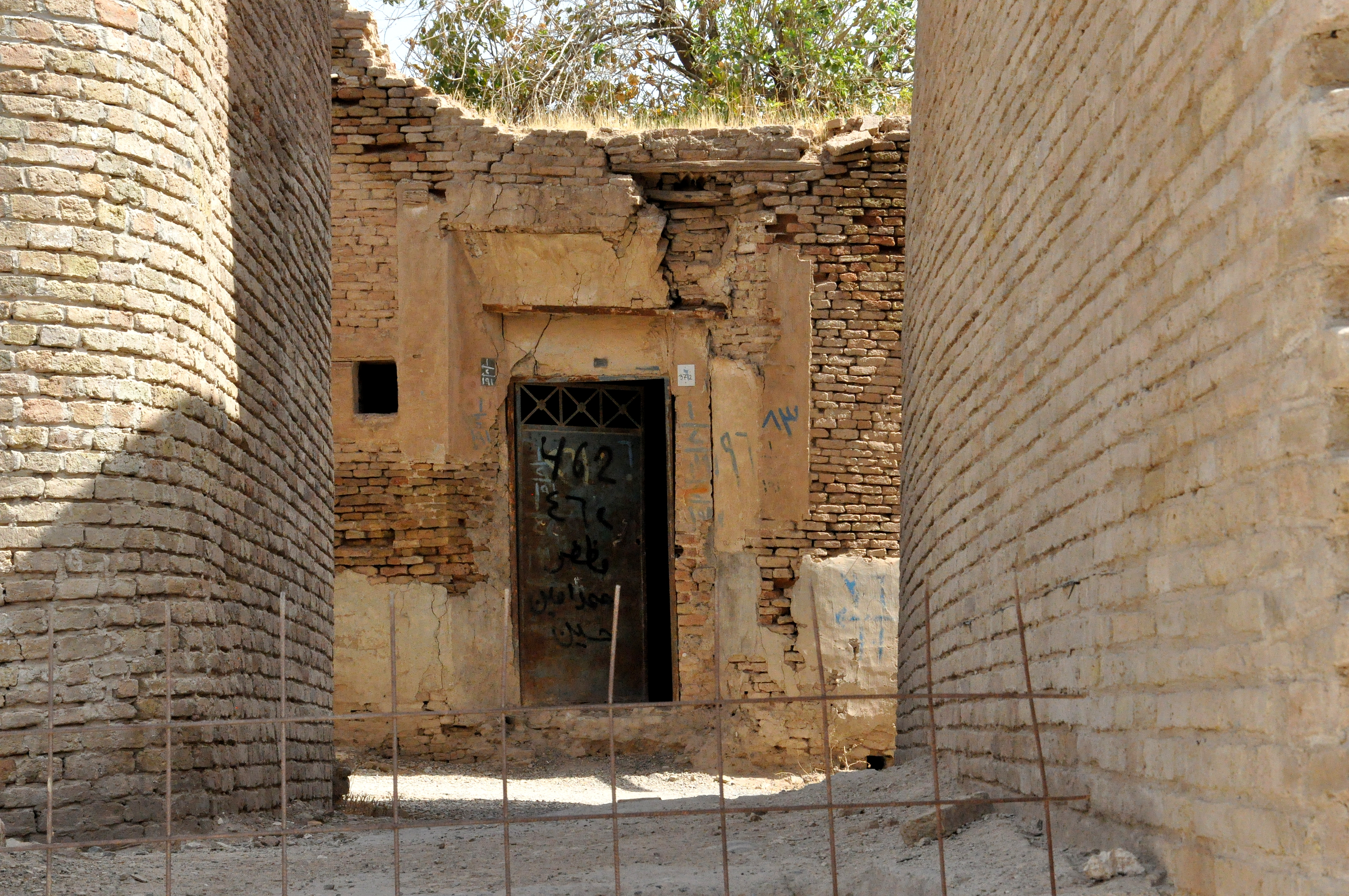
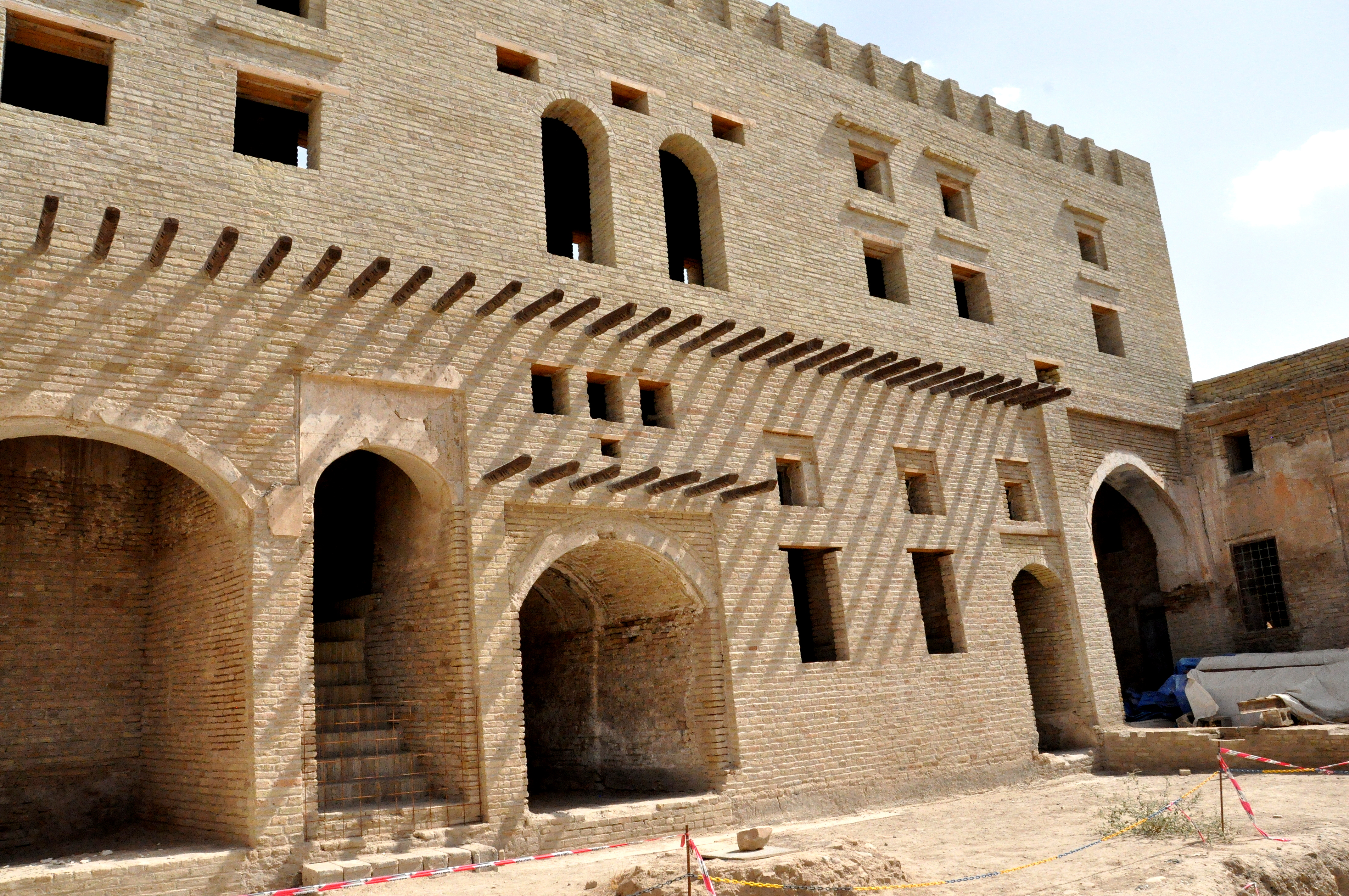
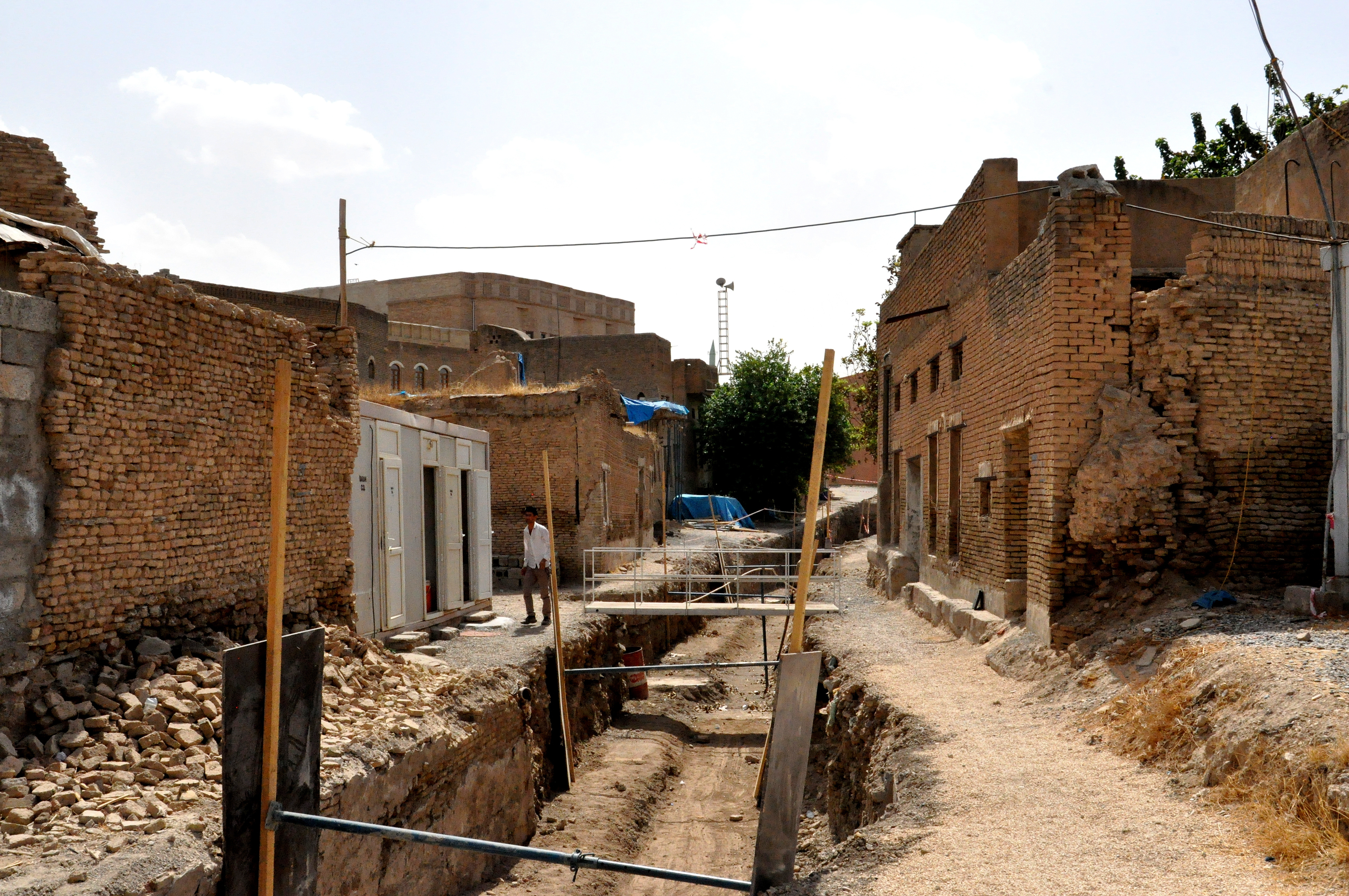
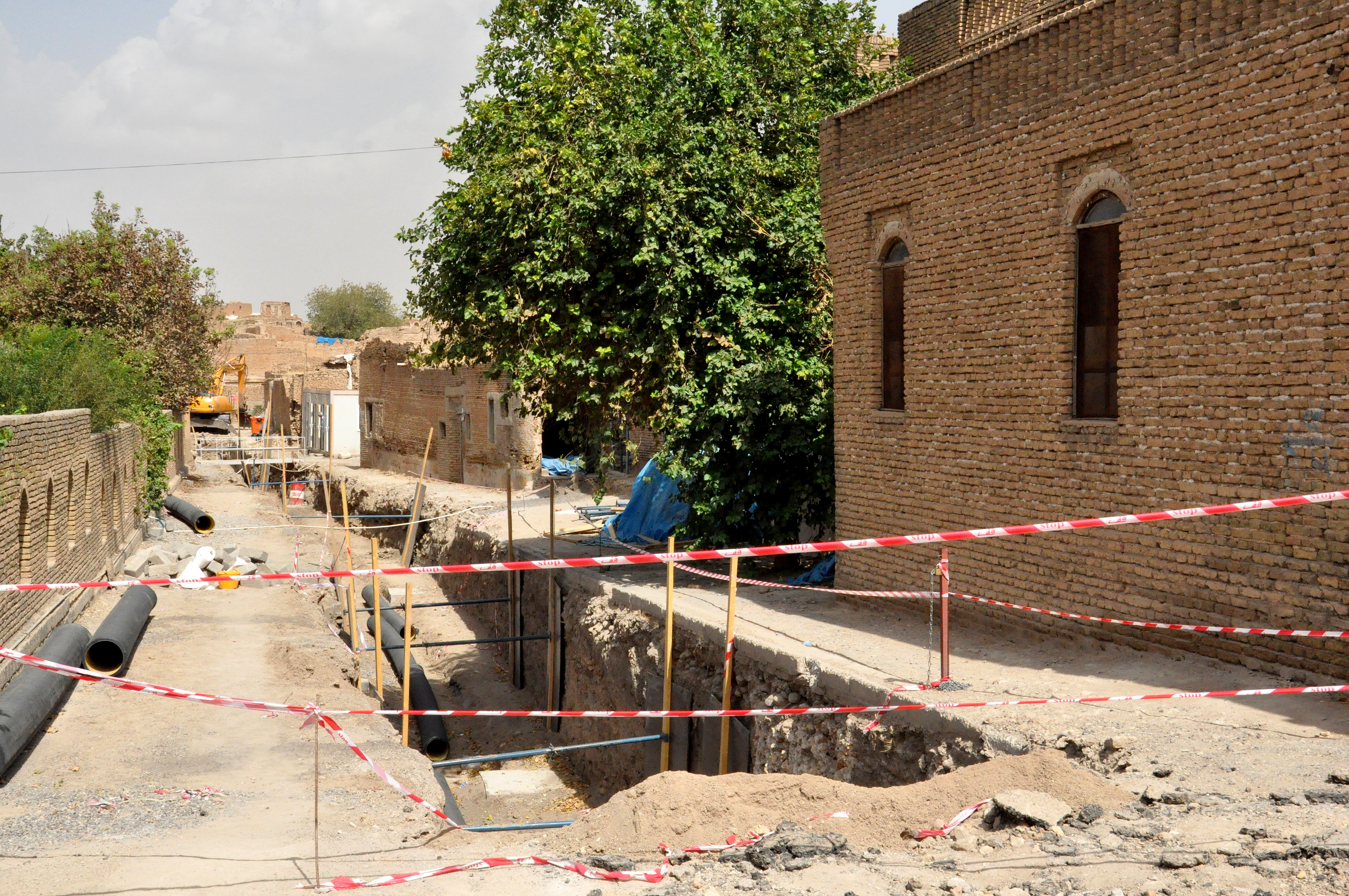
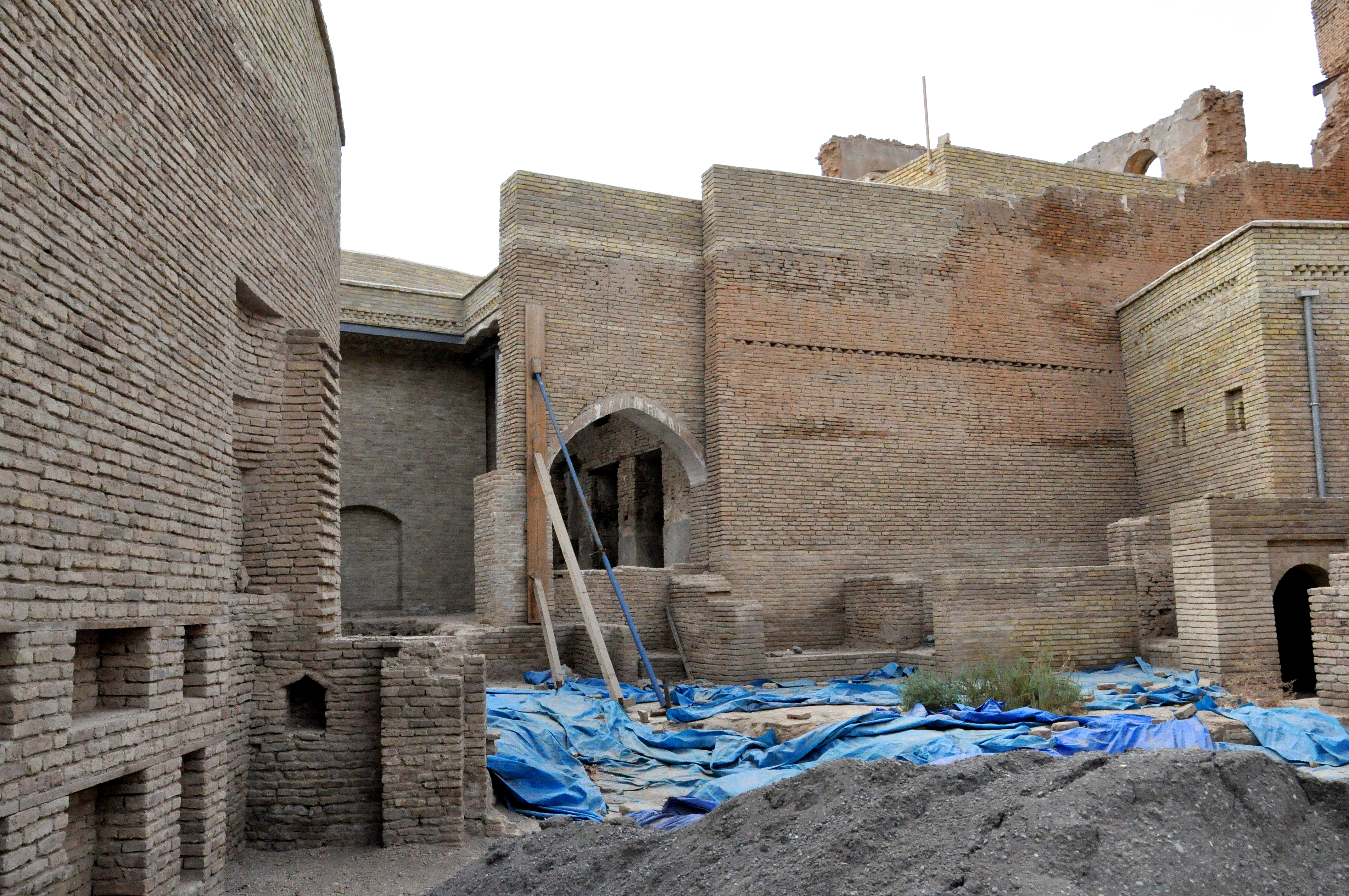
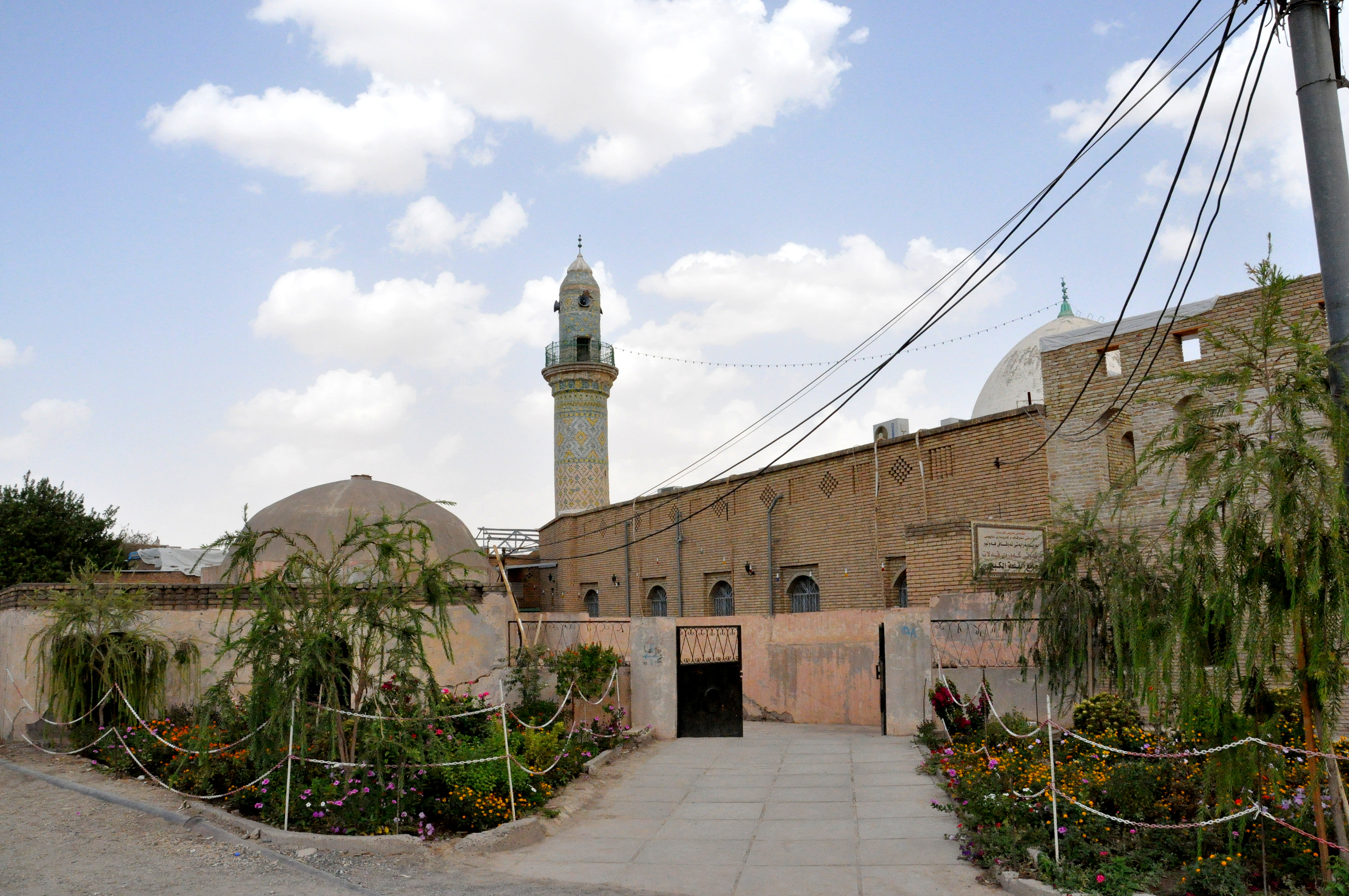
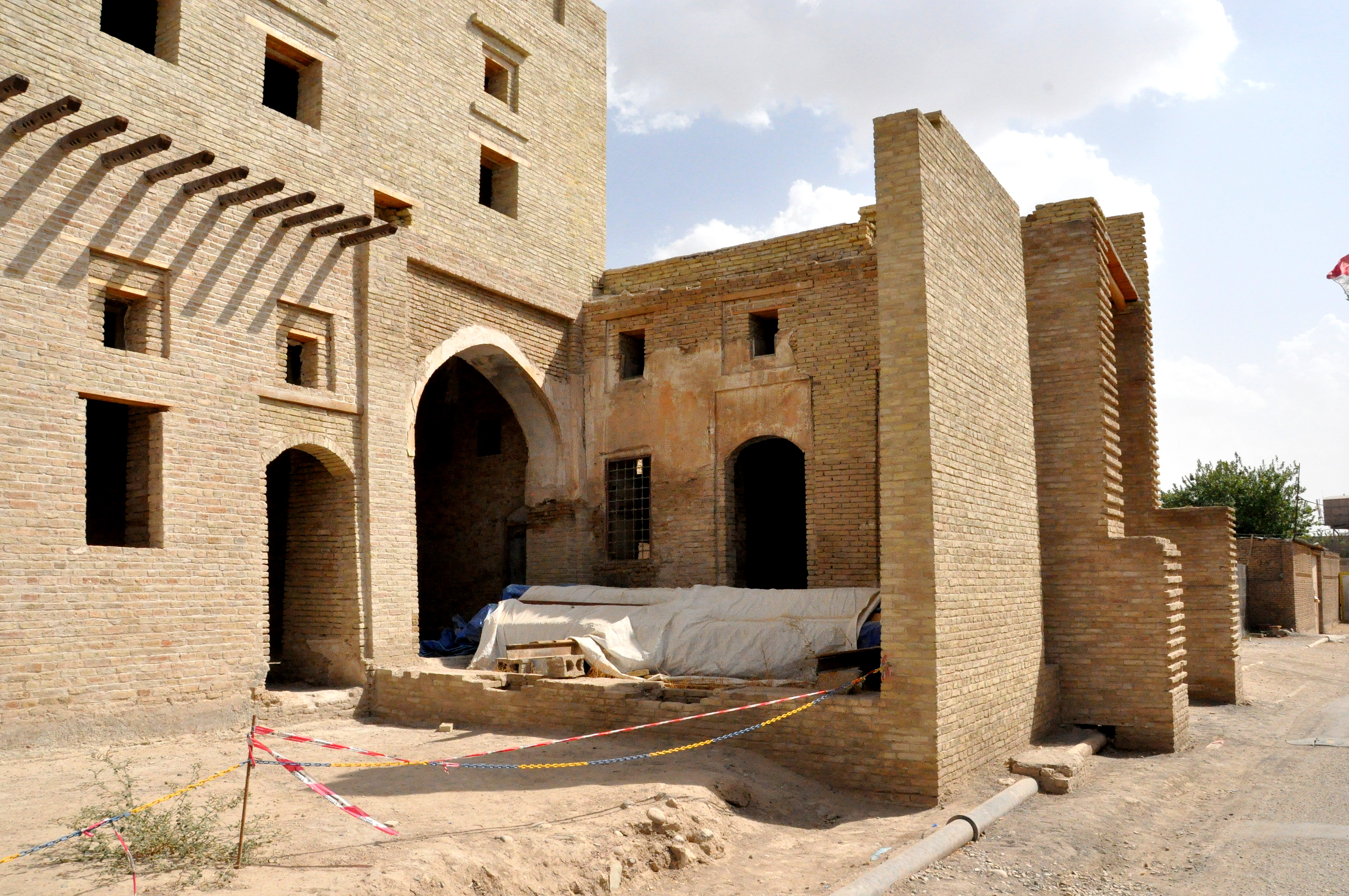
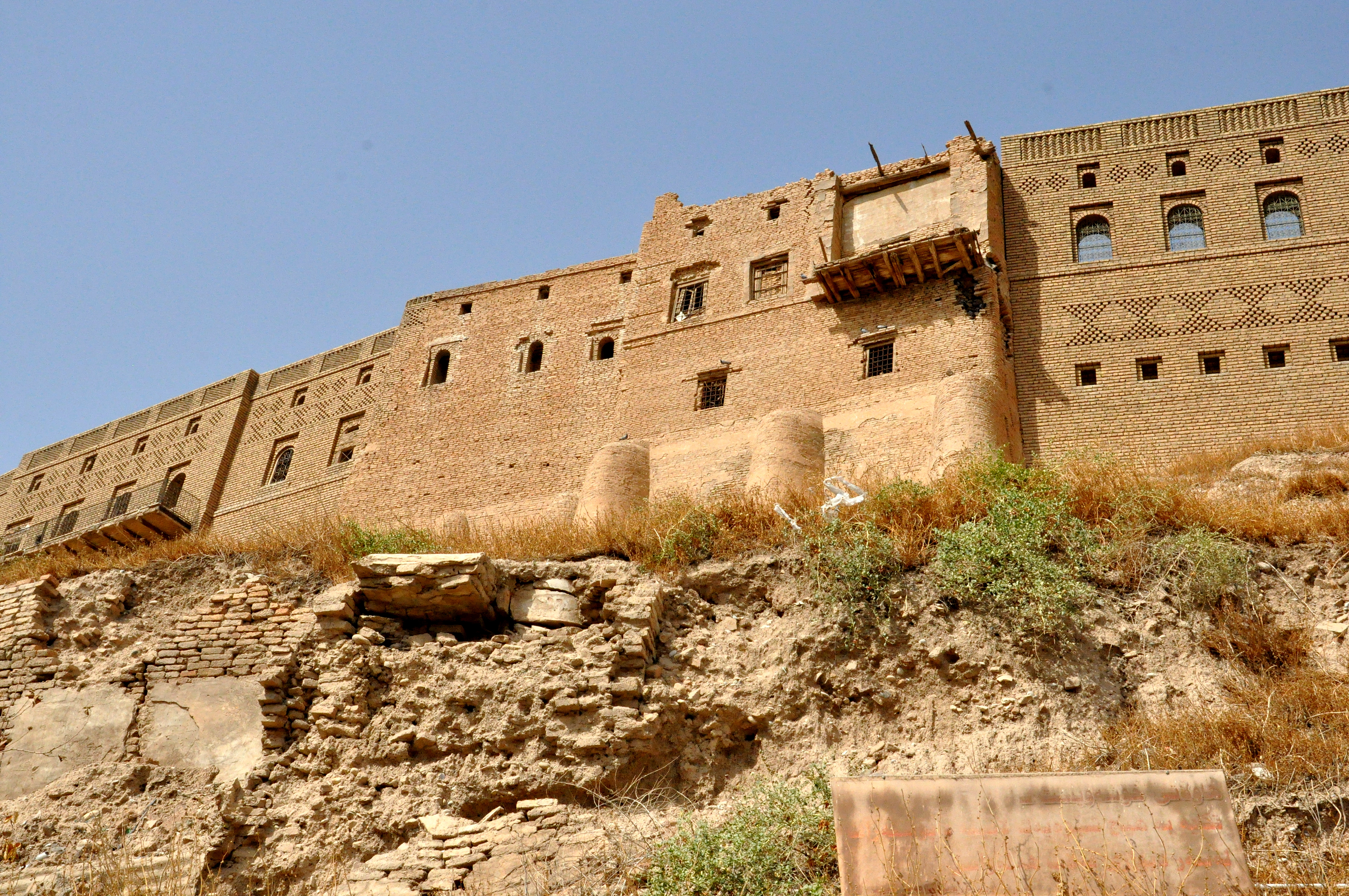
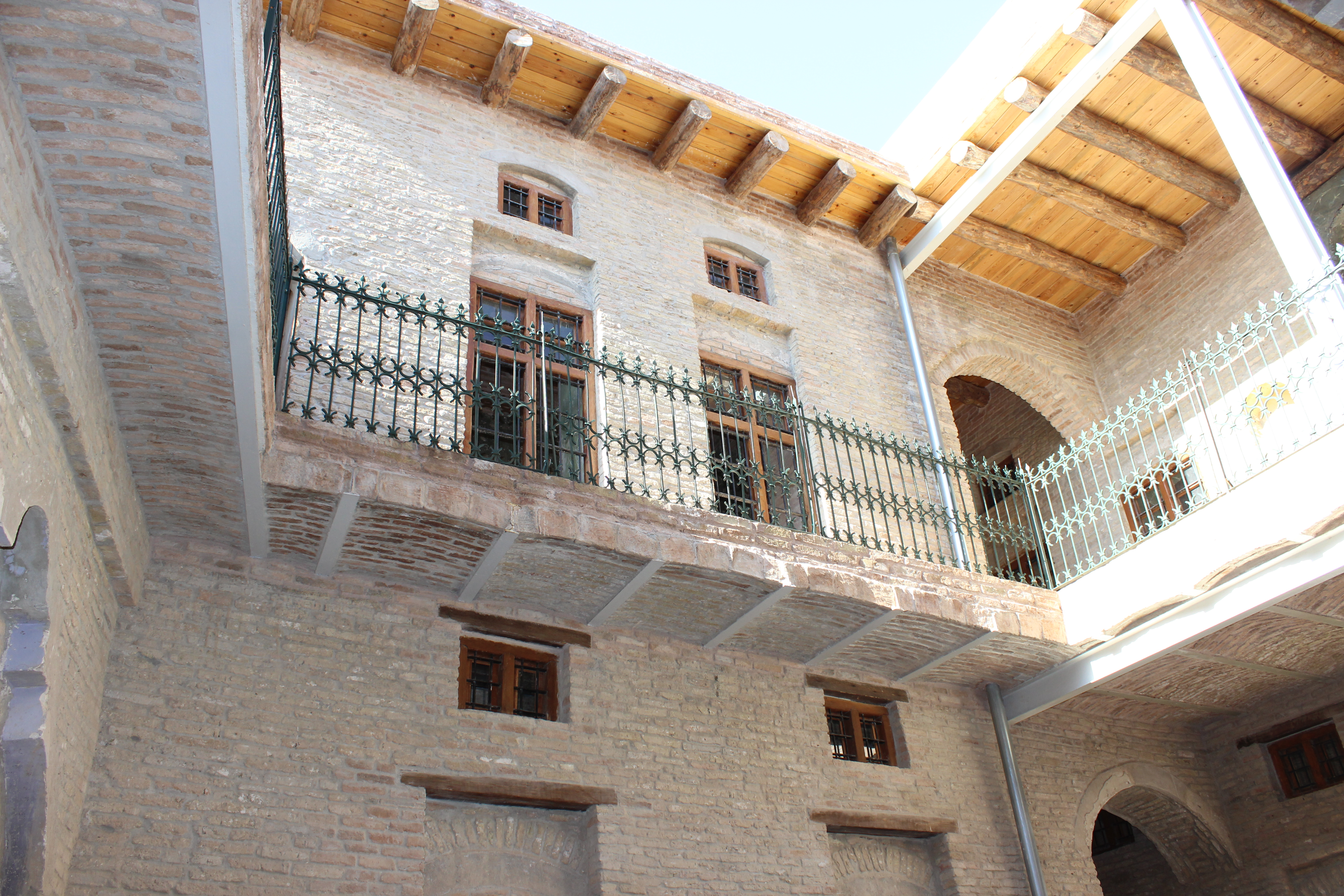
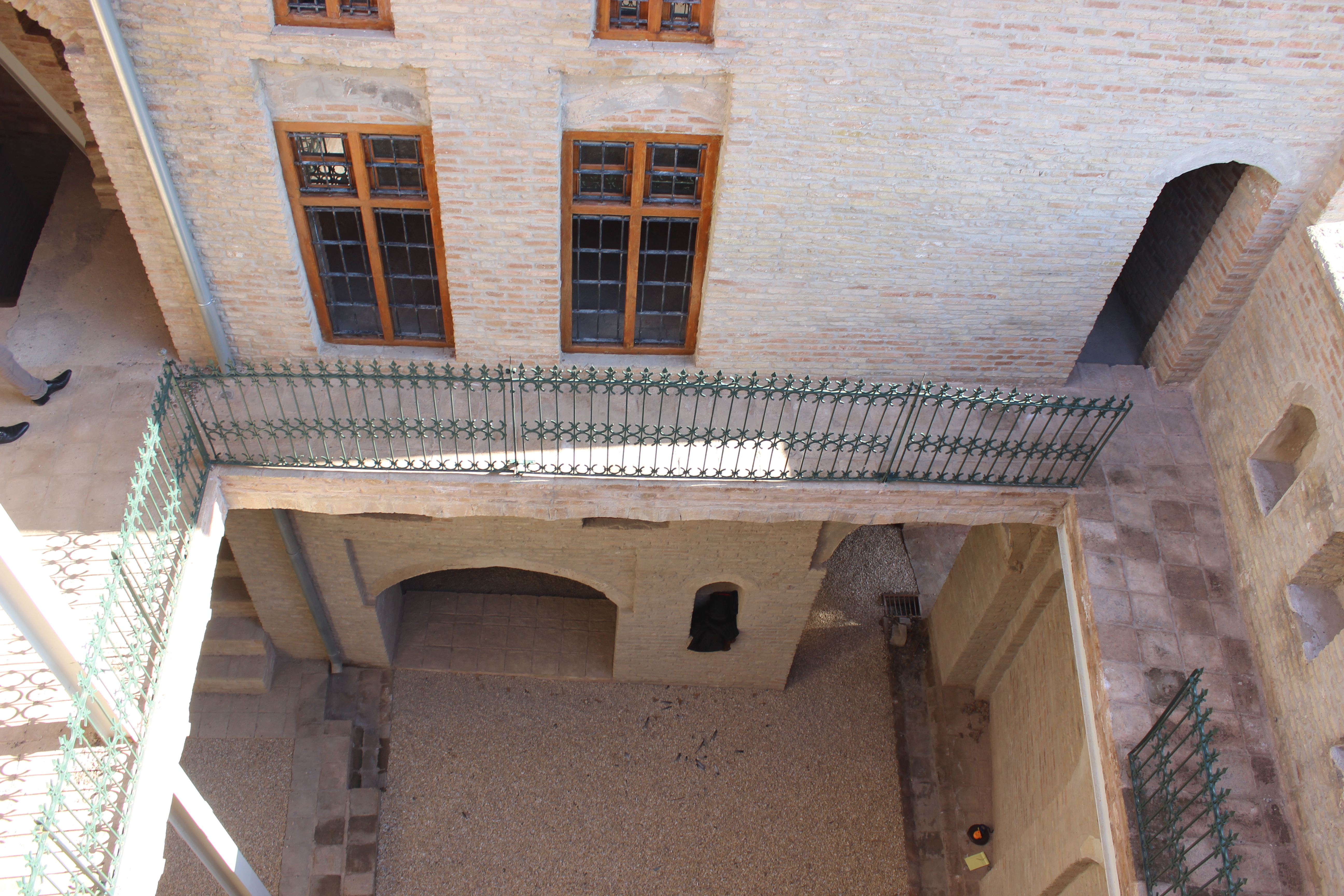
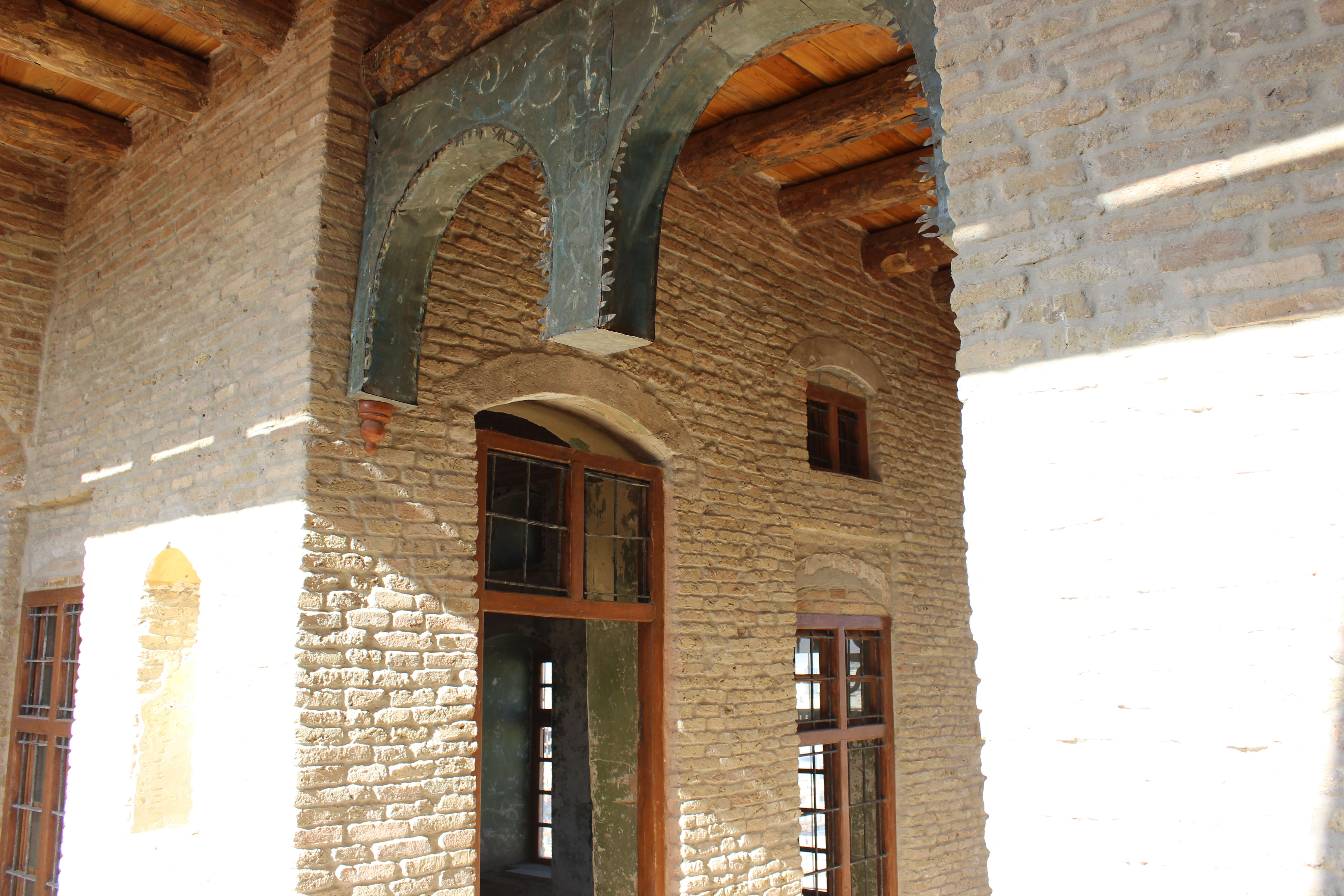
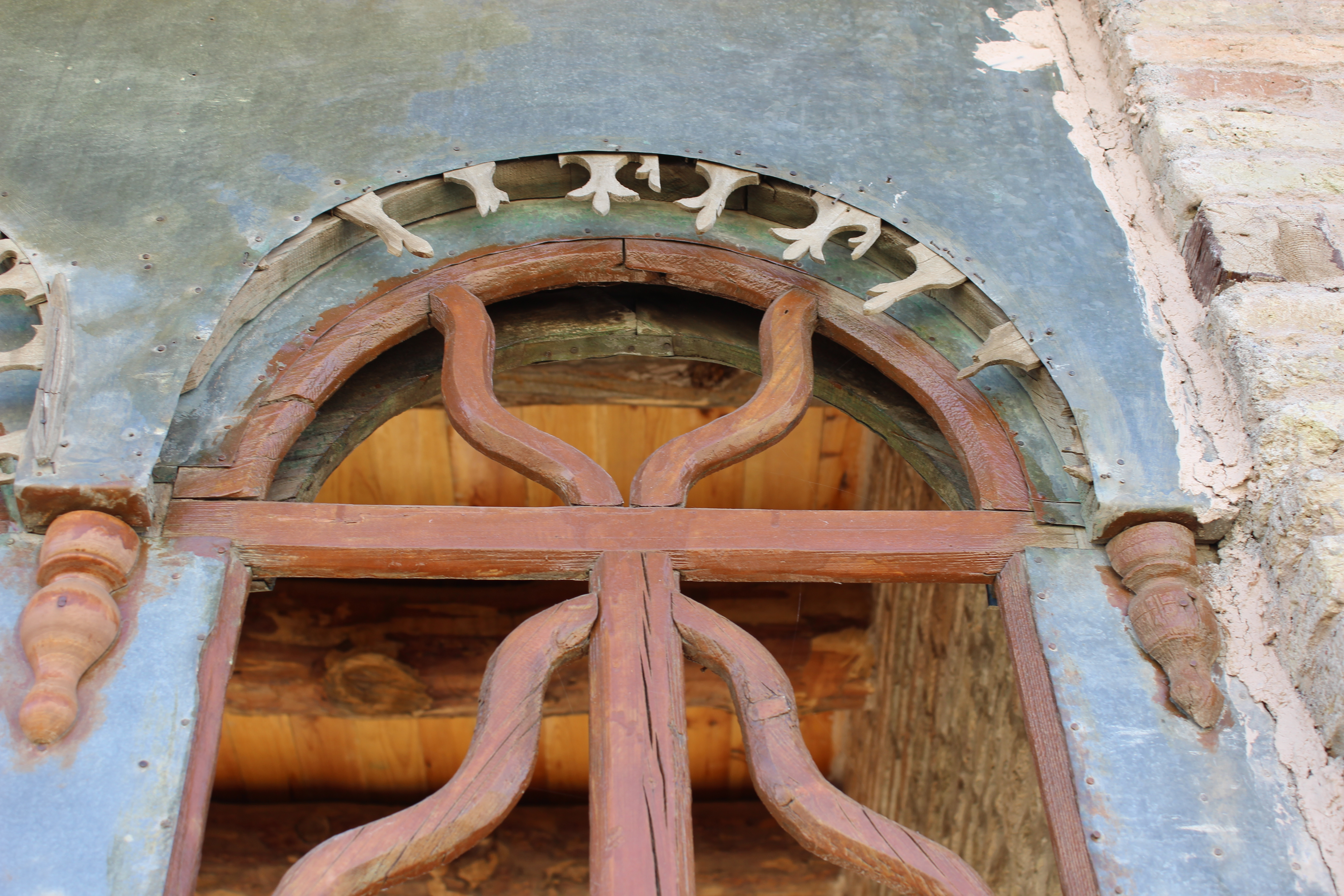
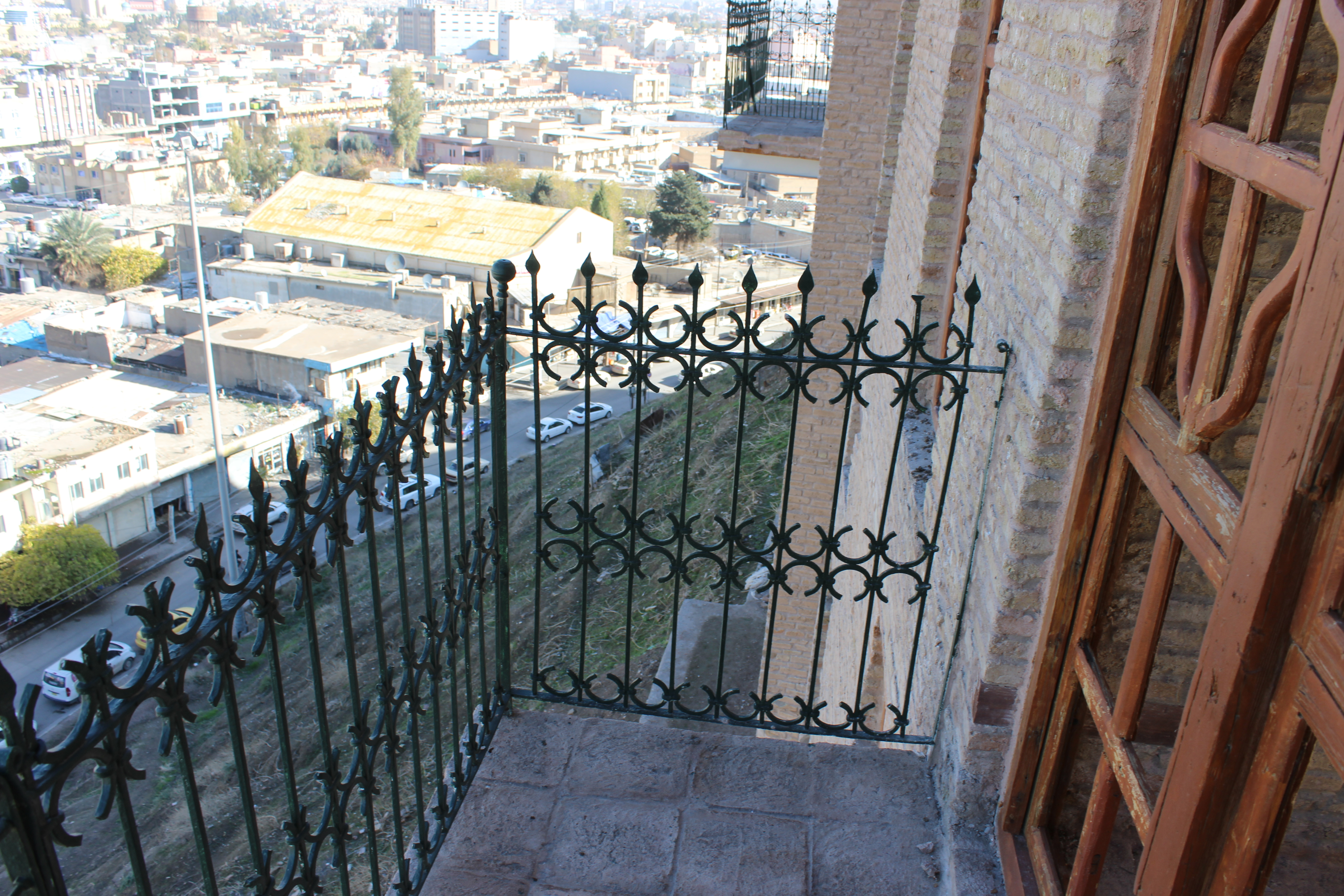
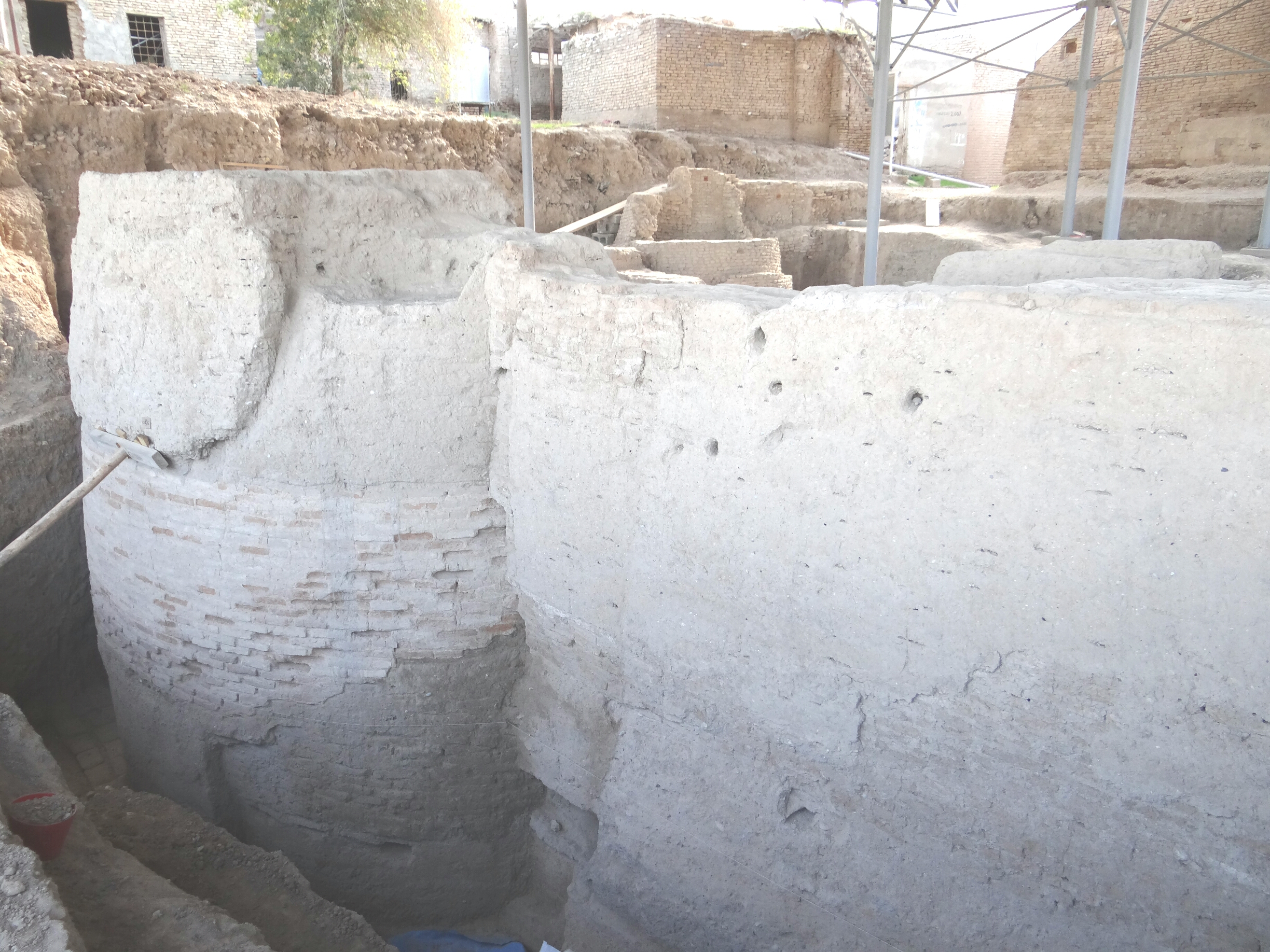
ديوار ارگ اربيل

## همچنین ببینید
- http://www.academia.edu/119028755/Pictures_of_houses_in_the_vicinity_of_Erbil_Citadel